# Неравновесный статистический оператор
Неравновесный статистический оператор — статистический оператор, описывающий перенос энергии, числа частиц и импульса для неравновесной системы. Используется для вывода уравнений гидродинамики, теплопроводности и диффузии, в теории релаксационных процессов, в статистической релятивистской термодинамике и гидродинамике, теории жидкостей, теории плазмы, кинетике газов и жидкостей, статистике многочастичных систем. Выводится как интеграл квантового уравнения Лиувилля, путём использования локально-равновесного оператора, полученного на основе локально-равновесного распределения Гиббса. Был введён в науку Д. Н. Зубаревым.